# Zemský okres Verden
Zemský okres Verden (německy Landkreis Verden) je zemský okres v německé spolkové zemi Dolní Sasko. Sídlem správy zemského okresu je město Verden. Má přibližně 136 tisíc obyvatel. 

## Města a obce
| Města: 1. Achim 2. Verden (Aller) | Obce: 1. Blender 2. Dörverden 3. Emtinghausen 4. Kirchlinteln 5. Langwedel 6. Ottersberg 7. Oyten 8. Riede 9. Thedinghausen |